# Los Cármenes
Los Cármenes és un barri de Madrid integrat en el districte de Latina. Té una superfície de 129,20 hectàrees i una població de 18.007 habitants (2009). Limita al nord amb Puerta del Ángel, a l'oest amb Lucero i Aluche a l'est amb Imperial (Arganzuela) i al sud amb San Isidro (Carabanchel). Està delimitat al sud per la Via Carpetana, a l'est pel riu Manzanares, al nord pel carrer Sepúlveda i a l'oest pel carrer Alhambra i l'Avinguda de Nuestra Señora de Valvanera.